# OMX C25
OMXC25 eller C25-indekset, tidligere OMXC20 Cap eller C20, og endnu tidligere KFX-indekset, står for OMX Copenhagen 25 og er et aktieindeks over de 25 mest omsatte aktier på Københavns Fondsbørs. Der føres løbende statistik over, hvilke aktier der handles mest, målt i markedsværdi af aktierne, og to gange om året, primo juni og december, laves så eventuelle udskiftninger. Indekset startede 3. juli 1989 med basisværdien 100. Den 18. december 2017 ændredes indekset til at indeholde de 25 mest handlede aktier.
Hver enkelt aktie indgår i indekset i forhold til dets markedsværdi, altså den samlede værdi af alle aktier i virksomheden i forhold til den samlede markedsværdi af alle virksomheder i OMXC25. Dette betyder, at store virksomheder udgør en stor del af indekset, hvorfor ændringer i deres kurser har større indflydelse på indekset end ændringer i kursen på mindre virksomheder.
OMXC25 er et markedsindeks på linje med f.eks. det amerikanske S&P 500 Indeks og giver udtryk for udviklingen i den samlede børsværdi af de noterede selskaber.

## Historie
Indeksets største fald skete 6. oktober 2008, hvor kursen på de 20 aktier ved lukketid kl. 17 var faldet med 11 % i forhold til kursværdien om morgenen. 

### Fra C20 og C20CAP til C25-indekset
1. februar 2013 udskiftedes det hidtidige OMX C20-indeks (C20-indekset) med et tilsvarende OMX C20 CAP (også benævnt C20CAP) som det toneangivende danske aktieindeks. Ændringen skyldtes at Novo Nordisk var steget voldsomt i værdi og efterhånden vægtede 45 % i det hidtidige C20-indeks. C20 CAP-indekset blev oprettet i november 2011, og i modsætning til C20 var det ikke muligt for aktier at vægte mere end 20 %. Hvis en aktie når denne grænse, sættes den tilbage til en vægtning på 15 %.
18. december 2017 skiftede fondsbørsen igen sit ledende aktieindeks. Denne gang til et indeks baseret på 25 aktier i stedet for de hidtidige 20. Det ledende aktieindeks benævnes C25 eller OMX C25.
Seneste ændring af indekset blev effektueret i juni 2022.

## Aktier i OMXC25
Senest opdateret pr. 19. juni 2024
- A.P. Møller - Mærsk A,  MAERSK A
- A.P. Møller - Mærsk B,  MAERSK B
- Ambu,  AMBU B
- Bavarian Nordic,  BAVA
- Carlsberg B,  CARL B
- Coloplast B,  COLO B
- Danske Bank,  DANSKE
- Demant,  DEMANT
- DSV Panalpina,  DSV
- Genmab,  GEN
- GN Store Nord,  GN
- ISS,  ISS
- Jyske Bank,  JYSK
- NKT,   NKT
- Nordea Bank Abp,  NDA
- Novonesis,  NSIS B
- Novo Nordisk B,  NOVO B
- Pandora,  PNDORA
- Rockwool International B,  ROCK B
- Royal Unibrew,  RBREW
- Sydbank,  SYDB
- Tryg,  TRYG
- Vestas Wind Systems,  VWS
- Zealand Pharma,  ZEAL
- Ørsted,  ORSTED